# Риго, Кирилл
Жан Кири́лл Риго́ (фр. Jean Cyrille Rigaud; 28 января 1750 года, Монпелье — 29 января 1824 года, там же) — французский поэт, драматург, баснописец и переводчик юга Франции, так же как его брат Огюстэн Риго (1759—1835).
Произведения обоих, написанные на лангедокском наречии, собраны в «Pouesias patouesas» (1806 и 1821) и «Obras completas d’Augusta Rigaud et de Cyrilla Rigaud en patoues de Mounpeié» (1845). Французские стихотворения обоих («Poésies françaises», 1820 г. и др.) забыты.